# Oliver Wendell Holmes, Sr.
Oliver Wendell Holmes, född 29 augusti 1809 i Cambridge, Massachusetts, död 7 oktober 1894 i Boston, var en amerikansk författare. Han var far till domaren Oliver Wendell Holmes, Jr..
Holmes studerade medicin och var professor i anatomi vid Harvard university. Diktningen var endast en bisyssla för honom men han uppnådde trots det en stor popularitet.